# 안쪽다발
안쪽다발(medial cord) 또는 내측신경속(內側神經束)은 아래줄기(C8-T1)의 앞갈래에서 형성되는 팔신경얼기의 일부이다. '안쪽'이라는 이름은 겨드랑을 주행할 때 겨드랑동맥의 안쪽으로 주행하기 때문에 붙여졌다. 팔신경얼기의 다른 다발들은 뒤다발과 가쪽다발이다.
안쪽다발은 몸쪽에서 먼쪽 순서로 다음과 같은 가지들을 낸다.
- 안쪽가슴근신경 (C8-T1)
- 안쪽위팔피부신경 (T1)
- 안쪽아래팔피부신경  (C8-T1)
- 정중신경 안쪽뿌리 (C8-T1) - 정중신경의 가쪽뿌리는 가쪽다발에서 나온다.
- 자신경 (C8-T1, 가끔 C7)

## 추가 이미지

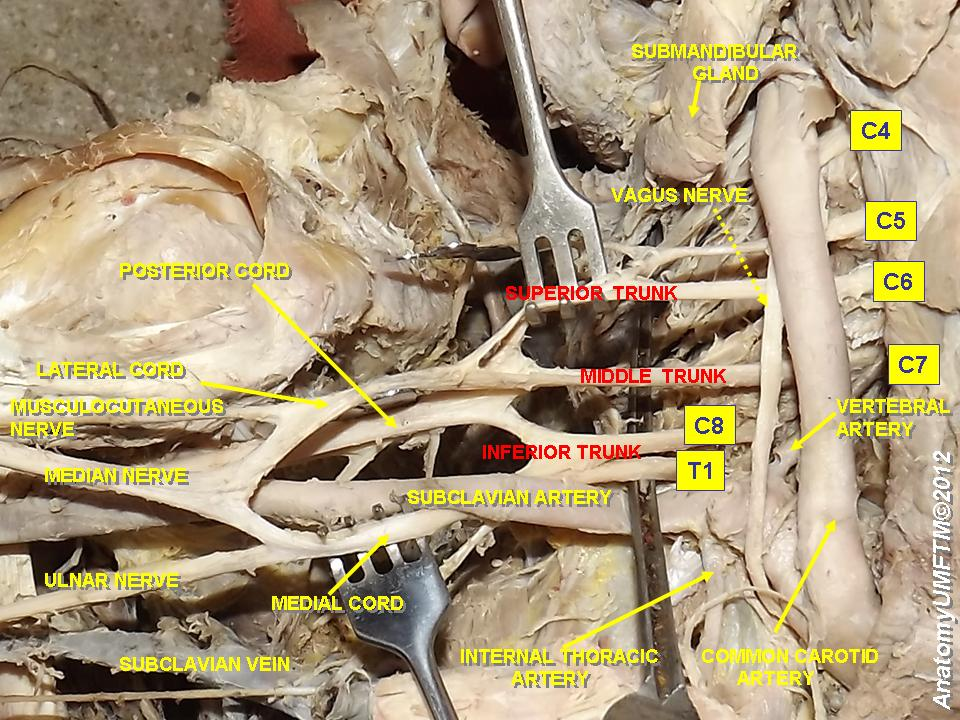
팔신경얼기